# Kanton Ustaritz-Vallées de Nive et Nivelle
 Ustaritz-Vallées de Nive et Nivelle  is een kanton van het Franse departement Pyrénées-Atlantiques. Het kanton maakt deel uit van het arrondissement  Bayonne.  

 Het telt 32.020 inwoners in 2018.

Het kanton  werd gevormd ingevolge het decreet van 25  februari 2014 met uitwerking op 22 maart 2015 met Ustaritz als hoofdplaats.

## Gemeenten
Het kanton Ustaritz-Vallées de Nive et Nivelle omvat volgende 9 gemeenten :
- Ahetze
- Ainhoa
- Arbonne
- Arcangues
- Ascain
- Bassussarry
- Saint-Pée-sur-Nivelle
- Sare
- Ustaritz